# NGC 4712
NGC 4712 ist eine Spiralgalaxie mit ausgedehnten Sternentstehungsgebieten vom Hubble-Typ Sbc im Sternbild Haar der Berenike am Nordsternhimmel. Sie ist schätzungsweise 196 Millionen Lichtjahre von der Milchstraße entfernt und hat einen Durchmesser von etwa 155.000 Lichtjahren. Vom Sonnensystem aus entfernt sich die Galaxie mit einer errechneten Radialgeschwindigkeit von näherungsweise  4.400 Kilometern pro Sekunde. Gemeinsam mit NGC 4725 und NGC 4747 bildet sie das optische Galaxientriplett Holm 468.
Im selben Himmelsareal befinden sich unter anderem die Galaxien PGC 43272, PGC 43420, PGC 86434, PGC 1731034.
Das Objekt wurde am 28. März 1832 von John Herschel entdeckt.